# Elina Eggers
Elina Elisabeth Eggers (* 12. März 1987 in Stockholm) ist eine schwedische Wasserspringerin. Sie startet für den Verein SK Neptun Stockholm und tritt im Kunstspringen vom 1-m- und 3-m-Brett sowie im 10-m-Turmspringen an.
Ihre ersten internationalen Titelkämpfe bestritt Eggers bei der Europameisterschaft 2006 in Budapest, schied dort jedoch vom 1-m-Brett und 10-m-Turm jeweils im Vorkampf aus. Im folgenden Jahr erreichte sie bei der Weltmeisterschaft vom 10-m-Turm erstmals ein Halbfinale. Ihre bislang einzige Medaille bei einer internationalen Meisterschaft errang Eggers bei der Europameisterschaft 2008 in Eindhoven, wo sie vom 10-m-Turm Dritte wurde und Bronze gewann. Sie qualifizierte sich für die Olympischen Spiele 2008 in Peking. Vom 10-m-Turm erreichte sie dort das Finale und wurde Zwölfte. Vom Turm schied Eggers bei der Weltmeisterschaft 2009 in Rom nach dem Vorkampf aus, bei der Europameisterschaft 2010 in Budapest erreichte sie erneut das Finale und wurde Elfte.
Eggers studiert an der Arizona State University und startet für das Sportteam der Universität, den Sun Devils. Im Jahr 2011 gewann sie vom Turm ihre erste Medaille bei Collegemeisterschaften. Bei Schwedischen Meisterschaften konnte Eggers bislang 13 Titel erringen.